# Michael Cashman
Michael Cashman, baron Cashman, est un acteur, militant pour les droits LGBT et homme politique britannique né le 17 décembre 1950 à Londres. Il est député européen des Midlands de l'Ouest de 1999 à 2014, pour le Parti travailliste.

## Biographie
Michael Cashman est issu des classes populaires de l'East End londonien.
En tant qu'acteur, il est surtout connu du public britannique pour son rôle de Colin Russell dans le feuilleton EastEnders. Dans l'épisode du 24 janvier 1989, il réalise le premier baiser sur la bouche homosexuel d'un feuilleton télévisé britannique en embrassant Nicholas Donovan, qui joue Guido, le compagnon de Colin. Le baiser fait scandale, les deux acteurs subissant des insultes homophobes de Piers Morgan dans The Sun. Un groupe d'extrême-droite place Michael Cashman sur une liste de personnes à abattre avec Sue Johnston, qui milite alors avec lui contre la Section 28.
En 1989, il est l'un des fondateurs de l'association LGBT Stonewall.
En 1999, il est élu député européen pour le Parti travailliste. Au Parlement européen, il est le porte-parole des Travaillistes sur les droits de l'homme,.
Michael Cashman est associé honoraire de la National Secular Society. Le 23 septembre 2014, il est créé pair à vie dans la pairie du Royaume-Uni en tant que baron Cashman, ce qui lui permet de siéger à la Chambre des lords.

### Vie privée
À partir de 1983, Michael Cashman a pour compagnon Paul Cottingham, de treize ans plus jeune que lui, et également ancien acteur et militant travailliste. En 2006, ils concluent une union civile. Paul Cottingham meurt en 2014 d'un angiosarcome, un cancer rare. À la même époque, Michael survit à un cancer du rein.

## Filmographie
- 1972 : Une belle tigresse (Zee and Co.), de Brian G. Hutton : Gavin
- 1982 : Doctor Who, Saison 19, épisodes 24, 25 et 26 « Time-Flight » : L'officier Bilton
- 1985 : Mission casse-cou (Saison 1, Épisode 4 : Actes de violence) : le procureur Counsel
- 1986-1989 : EastEnders (Colin Russell)